# Орля Перць

Маркування маршруту

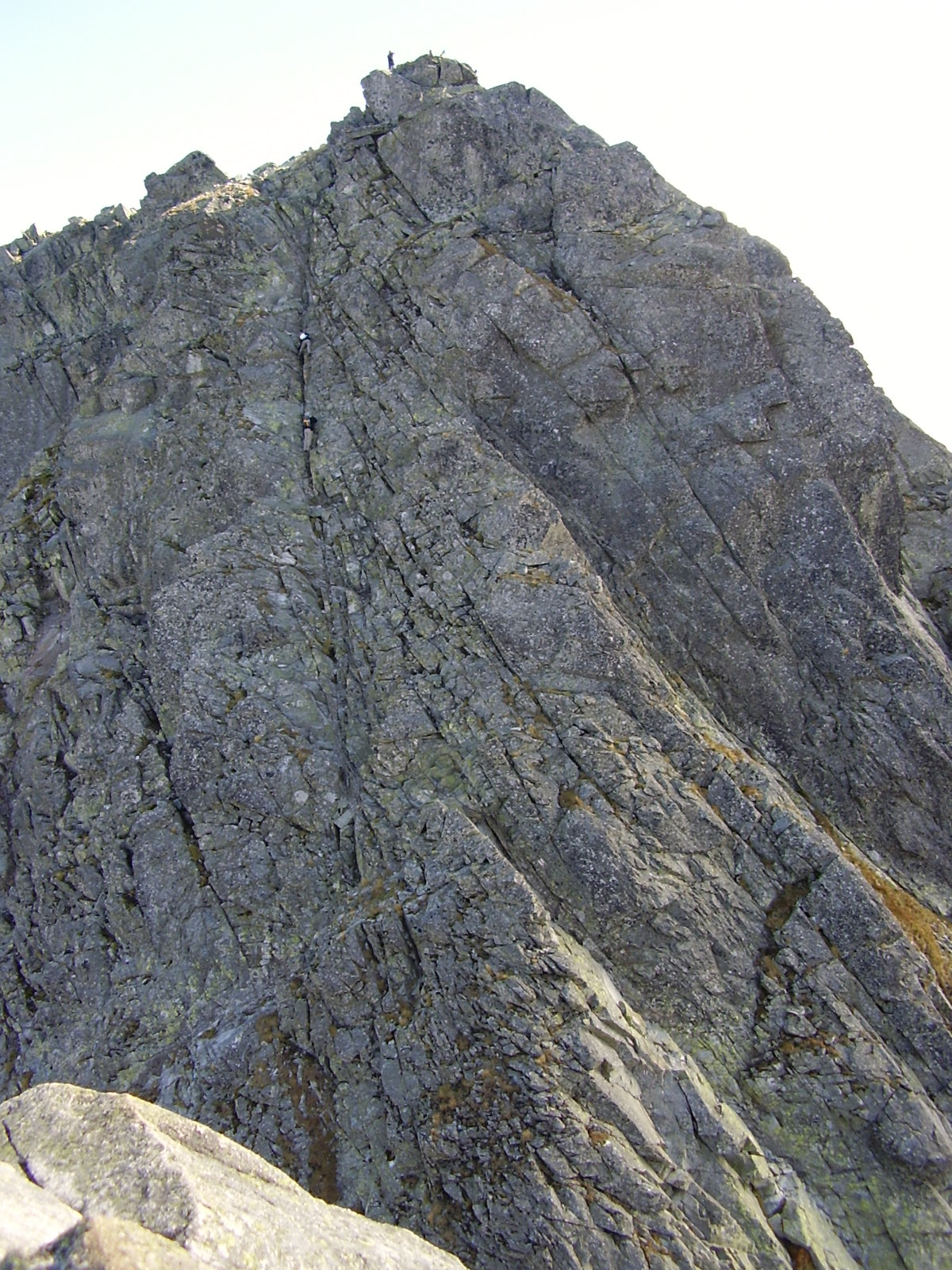
Шлях на Коз'їм Верху

49°13′06″ пн. ш. 20°01′43″ сх. д. / 49.21833333° пн. ш. 20.02861111° сх. д.
49°13′06″ пн. ш. 20°01′43″ сх. д. / 49.21833° пн. ш. 20.02861° сх. д.
Орла Перч (пол. Orla Perć, укр. «Орлиний шлях») — гірський пішохідний маршрут в Татрах у південній Польщі. Вважається найважчим і найнебезпечнішим шляхом у всіх Татрах і тому є відповідним тільки для досвідчених. Шлях маркований червоними знаками. З його встановлення більш ніж 120 людей загинуло на шляху.

## Технічні дані

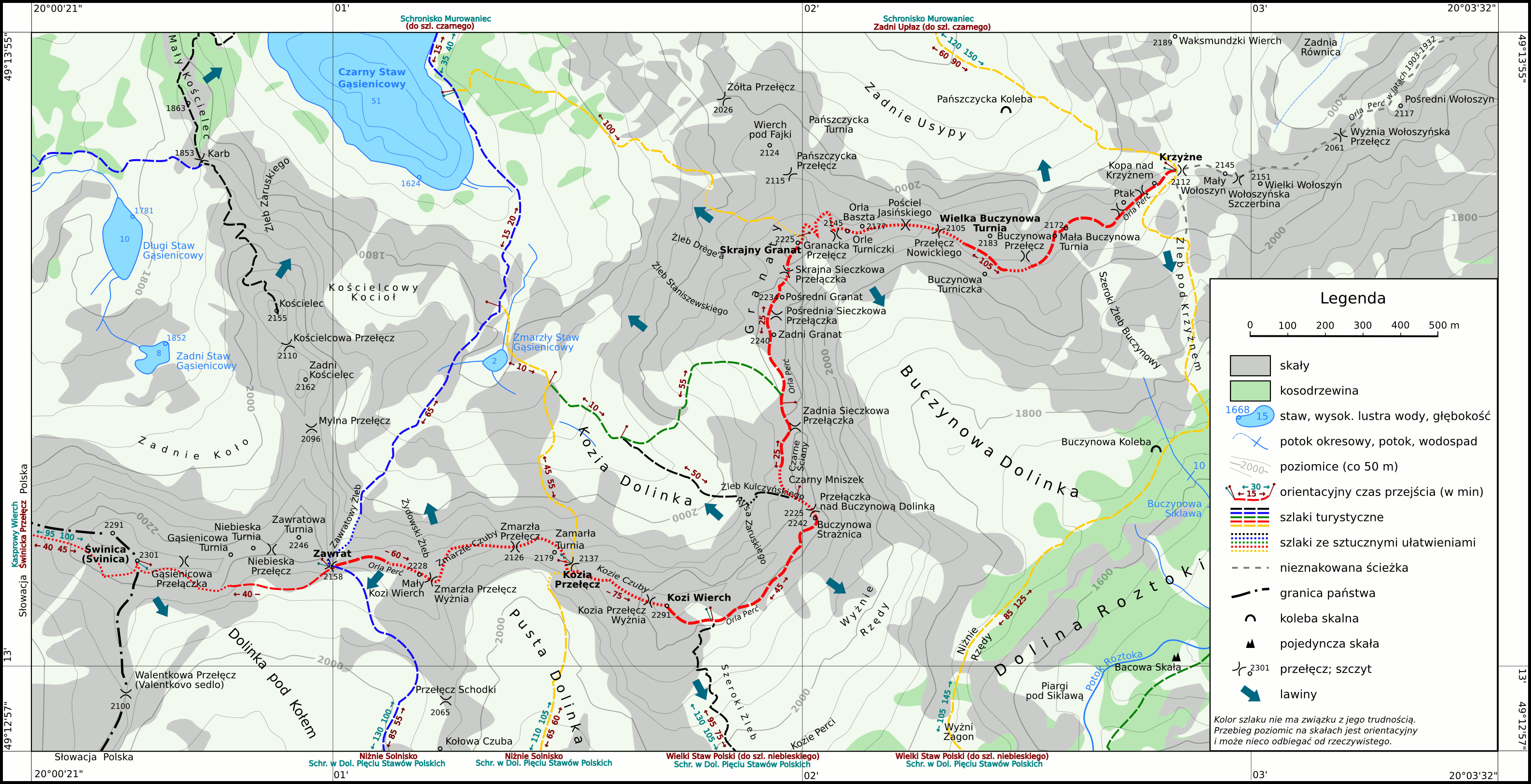
Карта Орлої Перчі

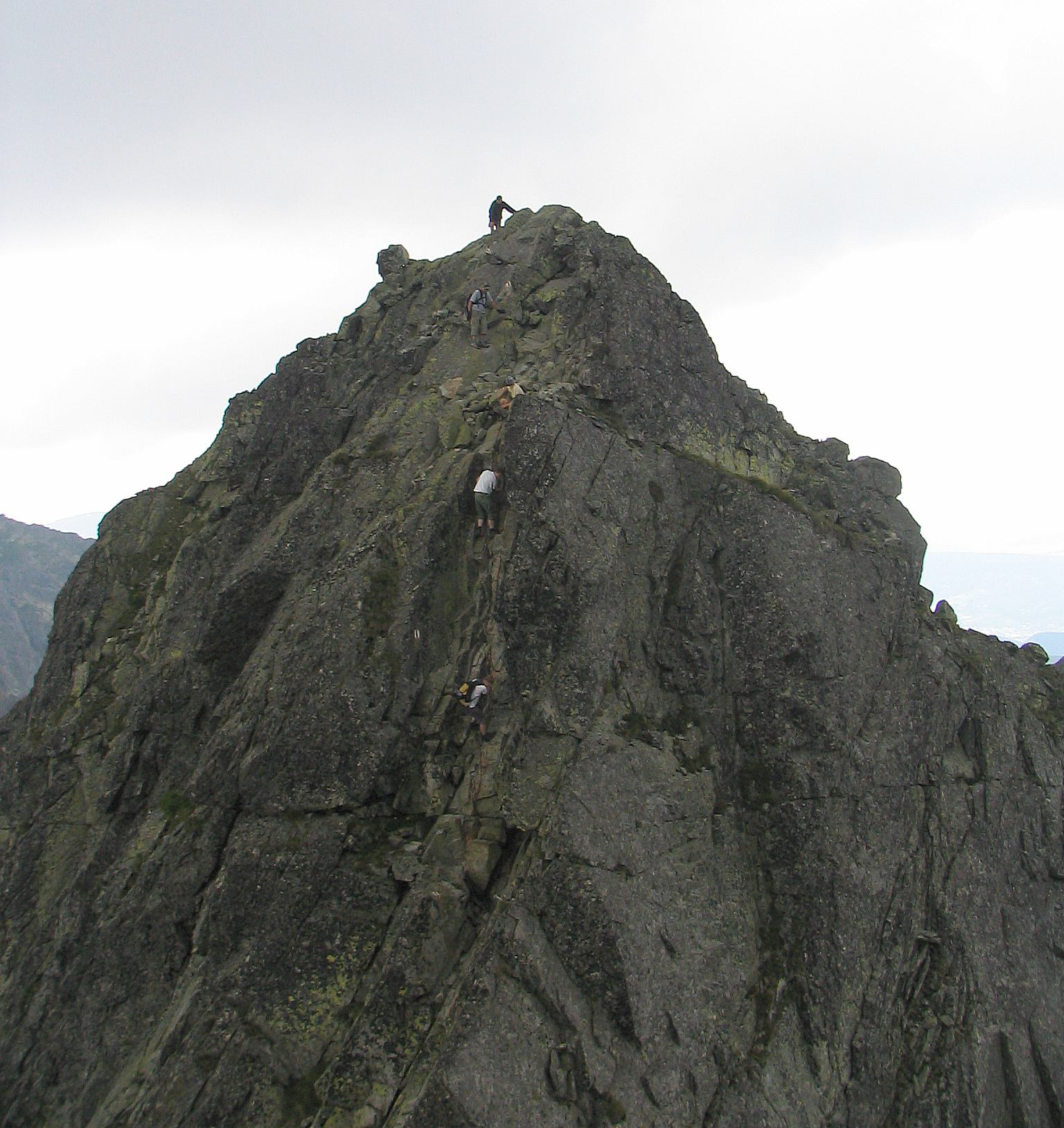
Шлях спускається з Козіх Чубів

Шлях знаходиться в центрі Високих Татр. Загальна довжина доступного шляху це 4,5 км. Повний час переходу (влітку, в залежності від умов на шляху) змінюється від 6 до 8 годин. Найвища точка це Козій Верх з 2291 м нм. Шлях починається на перевалі Заврат (2159 м) і закінчується на перевалі Кшижне (2112 м); веде через кілька вершин і траверсує інші. Шлях дуже небезпечний і проходить переважно вздовж гірського хребта. Багато допоміжних засобів доступних для туристів на найкрутіших і вертикальних частинах, включаючи драбини, ланцюги і металеві сходи. Найбільш частим ґрунтом є в основному гранітні плити, щебінь і нерівна поверхня. Шлях пов'язаний з іншими маршрутами; є зовсім вісім перехрещень, ведучих до гірських притулків. Частина від перевалу Заврат до Козього Верху — з одностороннім рухом. Падіння каменя і лавини можливе вздовж шляху.

## Історія
Шлях задумав в 1901 р. Францішек Новицький, польський поет і гірський гід. Маршрут побудував і позначив ксьондз Валенти Гадовскій між 1903 і 1906 рр.; однак перехресті і інші допоміжні маршрути були проведенні і позначені до 1911 р. Після декількох смертельних випадках, у 2006 гірській гід Ірена Рубіновська і Пьотр Мікуцкі, режисер, апеліравалі до органів Татранського національного парку, щоб размантавала всі допомоги для підйому вздовж шляху і змінила їх на «віа феррата». Звернення зустрівся з різними реакціями професійних груп залучених в турбізнес. Був зроблений висновок, що це історичний шлях і що буде залишиться без змін. Тому що багато випадків трапилися коли туристи проходили в протилежних напрямках, Влада Татранського національного парку від липня 2007 запроваджувала односторонній рух на частоті від перевалу Заврат до Козього Верху.